# روبرت مورنو
روبرت مورنو (اسپانیایی: Robert Moreno‎؛ زادهٔ ۱۹ سپتامبر ۱۹۷۷) مربی فوتبال اهل اسپانیا است.
وی در سال ۲۰۱۹ سرمربی تیم ملی فوتبال اسپانیا بوده است.